# Pareuplexia nigritula
Pareuplexia nigritula är en fjärilsart som beskrevs av W. Warren 1911. Pareuplexia nigritula ingår i släktet Pareuplexia och familjen nattflyn. Inga underarter finns listade i Catalogue of Life.